# Þáttr
þáttr (nórdico antiguo; plural þættir) o tháttr que significa literalmente un «hilo de cuerda», son relatos cortos escritos principalmente en Islandia durante los siglos XIII y XIV. 
La mayoría de þættir están principalmente agrupados en dos compendios en forma de manuscritos, Morkinskinna y Flateyjarbók, y dentro de ellos casi todos son digresiones dentro de las sagas reales; también se encuentran en Hulda-Hrokkinskinna y Fagrskinna. Sverrir Tómasson se refiere a estos en Morkinskinna, por lo menos como exemplum o ilustraciones inseparable de las narrativas que las contienen, llenando el perfil de las cualidades de los reyes, buenas y malas, así como añadiendo un tono cómico al redactado.

## Íslendinga þættir
Los relatos cortos de los islandeses o Íslendinga þættir se centra en los habitantes de Islandia, a menudo relatando la historia de sus viajes a la corte de un rey noruego.
Lista de relatos cortos: 
| - Albani þáttr ok Sunnifu - Arnórs þáttr jarlaskálds - Auðunar þáttr vestfirska - Bergbúa þáttr - Bolla þáttr Bollasonar - Brandkrossa þáttr - Brands þáttr örva - Draumr Þorsteins Síðu-Hallssonar - Egils þáttr Síðu-Hallssonar - Einars þáttr Skúlasonar - Eiríks þáttr rauða - Geirmundar þáttr - Gísls þáttr Illugasonar - Grœnlendinga þáttr - Gull-Ásu-Þórðar þáttr - Gunnars þáttr Þiðrandabana - Halldórs þáttr Snorrasonar inn fyrri - Halldórs þáttr Snorrasonar inn síðari - Hallfreðar þáttr vandræðaskálds - Hauks þáttr hábrókar - Hrafns þáttr Guðrúnarsonar - Hreiðars þáttr | - Hrómundar þáttr halta - Íslendings þáttr sögufróða - Ívars þáttr Ingimundarsonar - Jökuls þáttr Búasonar - Kjartans þáttr Ólafssonar - Kristni þættir - Kumlbúa þáttr - Mána þáttr skálds - Odds þáttr Ófeigssonar - Orms þáttr Stórólfssonar - Óttars þáttr svarta - Rauðs þáttr hins ramma - Rauðúlfs þáttr - Rögnvalds þáttr ok Rauðs - Sneglu-Halla þáttr - Steins þáttr Skaftasonar - Stefnis þáttr Þorgilssonar - Stjörnu-Odda draumr - Stúfs þáttr inn meiri - Stúfs þáttr inn skemmri - Svaða þáttr ok Arnórs kerlingarnefs - Sveins þáttr ok Finns | - Þiðranda þáttr ok Þórhalls - Þorgríms þáttr Hallasonar - Þorleifs þáttr jarlaskálds - Þormóðar þáttr - Þorsteins þáttr Austfirðings - Þorsteins þáttr forvitna - Þorsteins þáttr Síðu-Hallssonar - Þorsteins þáttr skelks - Þorsteins þáttr stangarhöggs - Þorsteins þáttr sögufróða - Þorsteins þáttr tjaldstœðings - Þorsteins þáttr uxafóts - Þorvalds þáttr tasalda - Þorvalds þáttr víðförla - Þorvarðar þáttr krákunefs - Þórarins þáttr Nefjólfssonar - Þórarins þáttr ofsa - Þórarins þáttr stuttfeldar - Þórhalls þáttr knapps - Ævi Snorra goða - Ögmundar þáttr dytts - Ölkofra þáttr |

## Þættir legendarios
- Ásbjarnar þáttr Selsbana
- Helga þáttr ok Úlfs
- Helga þáttr Þórissonar
- Norna-Gests þáttr
- Ragnarssona þáttr
- Sörla þáttr
- Tóka þáttr Tókasonar
- Völsa þáttr
- Þorsteins þáttr bæjarmagns

## Otros þættir
- Brenna Adams byskups
- Eindriða þáttr ok Erlings
- Eymundar þáttr hrings
- Eymundar þáttr af Skörum
- Hálfdanar þáttr svarta
- Haralds þáttr grenska
- Haralds þáttr hárfagra
- Hemings þáttr Áslákssonar (dos versiones)
- Hróa þáttr heimska
- Ísleifs þáttr byskups
- Knúts þáttr hins ríka
- Orkneyinga þáttr
- Otto þáttr keisara
- Ólafs þáttr Geirstaðaálfs
- Styrbjarnar þáttr Svíakappa